# Urbano Lóes
Urbano Lóes (Uberaba, 16 de maio de 1916 — Rio de Janeiro, 22 de março de 1980), foi radialista, ator, escritor,
diretor, radioator, cineasta,  produtor, locutor, professor de interpretação, compositor, letrista e advogado brasileiro.

## Biografia
Urbano Lóes nasceu em Minas Gerais em 1916, em plena Primeira Guerra Mundial.
Foi casado por 40 anos com a atriz Lídia Mattos. Era pai do comerciante Urbano Lóes Júnior, da médica Tania Matos Lóes, da atriz e cineasta Dilma Lóes, hoje corretora de imóveis e do poeta Luiz Carlos Lóes. Uma das netas é a atriz Vanessa Lóes, casada com o ator Thiago Lacerda.
Urbano faleceu em 22 de março de 1980 no Rio de Janeiro, em decorrência de um câncer no pâncreas.

## Carreira
Na década de 1950, já casado e radialista da Rádio Nacional e, também, da Rádio Mayrink Veiga, se formou em direito pela Faculdade Nacional de Direito, no Rio de Janeiro.
Estreou na televisão e no cinema durante a década de 1960. Em 1956, na TV Rio, emissora da cidade do Rio de Janeiro, dirigiu e apresentou o programa PR-TV Fon-Fon, atração musical e de variedades.
No cinema, atuou em filmes de relevante sucesso e na televisão, atuou apenas em obras da Rede Globo.
Escreveu o livro Como Vencer e Convencer Como Ator.

### Na televisão
| Ano  | Título                     | Personagem        | Notas           |
| ---- | -------------------------- | ----------------- | --------------- |
| 1954 | Teletestes Lutz Ferrando   | Apresentador      |                 |
| 1956 | Boliche Royal              | Apresentador      |                 |
| 1956 | Eles Estão em Casa         | Apresentador      |                 |
| 1968 | A Ponte dos Suspiros       | José Mariano      |                 |
| 1969 | Verão Vermelho             | —                 |                 |
| 1970 | Assim na Terra como no Céu | Zélio             |                 |
| 1971 | Minha Doce Namorada        | Juanito           |                 |
| 1971 | Caso Especial              | —                 | Episódio: "Nº1" |
| 1972 | A Patota                   | Padre Júlio       |                 |
| 1972 | Selva de Pedra             | Feliciano D'Ávila |                 |
| 1973 | Cavalo de Aço`             | Campelo           |                 |
| 1973 | O Bem-Amado                | —                 |                 |
| 1973 | João da Silva              | —                 |                 |
| 1974 | Supermanoela               | Seu Julião        |                 |

### No cinema
| Ano  | Título                          | Personagem         |
| ---- | ------------------------------- | ------------------ |
| 1970 | Ascensão e Queda de um Paquera` | Padre Mário        |
| 1971 | Quando as Mulheres Paqueram`    | André              |
| 1972 | O Grande Gozador                | —                  |
| 1973 | Como É Boa a Nossa Empregada    | Otávio             |
| 1974 | As Mulheres que Fazem Diferente | —                  |
| 1976 | Fruto Proibido                  | Delegado Vilani    |
| 1976 | O Pai do Povo                   | Pai de Silvestrina |
| 1977 | O Seminarista                   | —                  |
| 1979 | O Coronel e o Lobisomen         | Caetano de Melo    |